# Blimbing (boom)
De blimbing (Averrhoa bilimbi) wordt ook wel blimbing asem of zure blimbing genoemd ter onderscheid van de blimbing manis, de zoete blimbing of carambola (Averrhoa carambola).
De blimbing is een 5-10 m hoge, groenblijvende boom met een korte stam en steil oplopende takken. De bladstelen zijn tot 5 cm lang. De bladeren zitten gegroepeerd aan de uiteinden van de takken. Ze zijn afwisselend geplaatst, 30-60 cm lang, oneven geveerd en bestaan uit 11 tot 37 deelblaadjes. De deelblaadjes zijn afwisselend geplaatst of bijna tegenoverstaand, lancetvormig, gaafrandig, lang toegespitst, afgerond aan de basis en 2-12 × 1,2-3,5 cm groot. Aan de bovenzijde zijn ze donkergroen, glad en dof en aan de onderzijde zijn ze bleekgroen en donzig behaard.
De bloemen zijn klein, geurig, geelachtig groen of paarsachtig, hebben vijf kroonblaadjes en groeien in 20 cm lange, harige pluimen die direct uit de stam en de dikkere takken ontspringen (cauliflorie). De vruchten zijn elliptische tot bijna cilindrische, stomp vijfkantige, 4-10 cm lange bessen. Tijdens de rijping verkleuren de vruchten van heldergroen tot geelachtig groen of (crème)wit. De schil is glanzend, dun en zacht. Het vruchtvlees is groen, geleiachtig, sappig en zeer zuur door het hoge gehalte aan oxaalzuur. De vruchten bevatten tot 10 afgeplatte, circa 8 mm lange, gladde, bruinige zaden.
Over het algemeen worden de vruchten niet rauw gegeten, maar verwerkt in andere gerechten. Ze worden met suiker gekookt, gekonfijt of tot chutney, jam of siroop verwerkt. Ook worden de vruchten aan rijst- en visgerechten toegevoegd.
Het exacte oorsprongsgebied van de blimbing is onbekend, mogelijk komt de soort van oorsprong van de Molukken. Tegenwoordig wordt de soort wereldwijd in tropische gebieden gekweekt, onder andere in Indonesië, de Filipijnen, Sri Lanka, Myanmar, Thailand, Maleisië, Singapore, India, Zanzibar, Queensland, Jamaica, Cuba, Puerto Rico, Trinidad, de laaglanden van Midden-Amerika, Venezuela, Colombia, Ecuador, Suriname, Guyana, Brazilië en het noorden van Argentinië. Ook komt de soort voor op meerdere eilanden in de Grote Oceaan.
De blimbing wordt in Nederland voornamelijk verkocht door Surinaamse Nederlanders. Zij verkopen de vruchten doorgaans onder de naam birambi, wat echter ook de naam is die door hen wordt gegeven aan de grosella (Phyllanthus acidus).

Blimbing
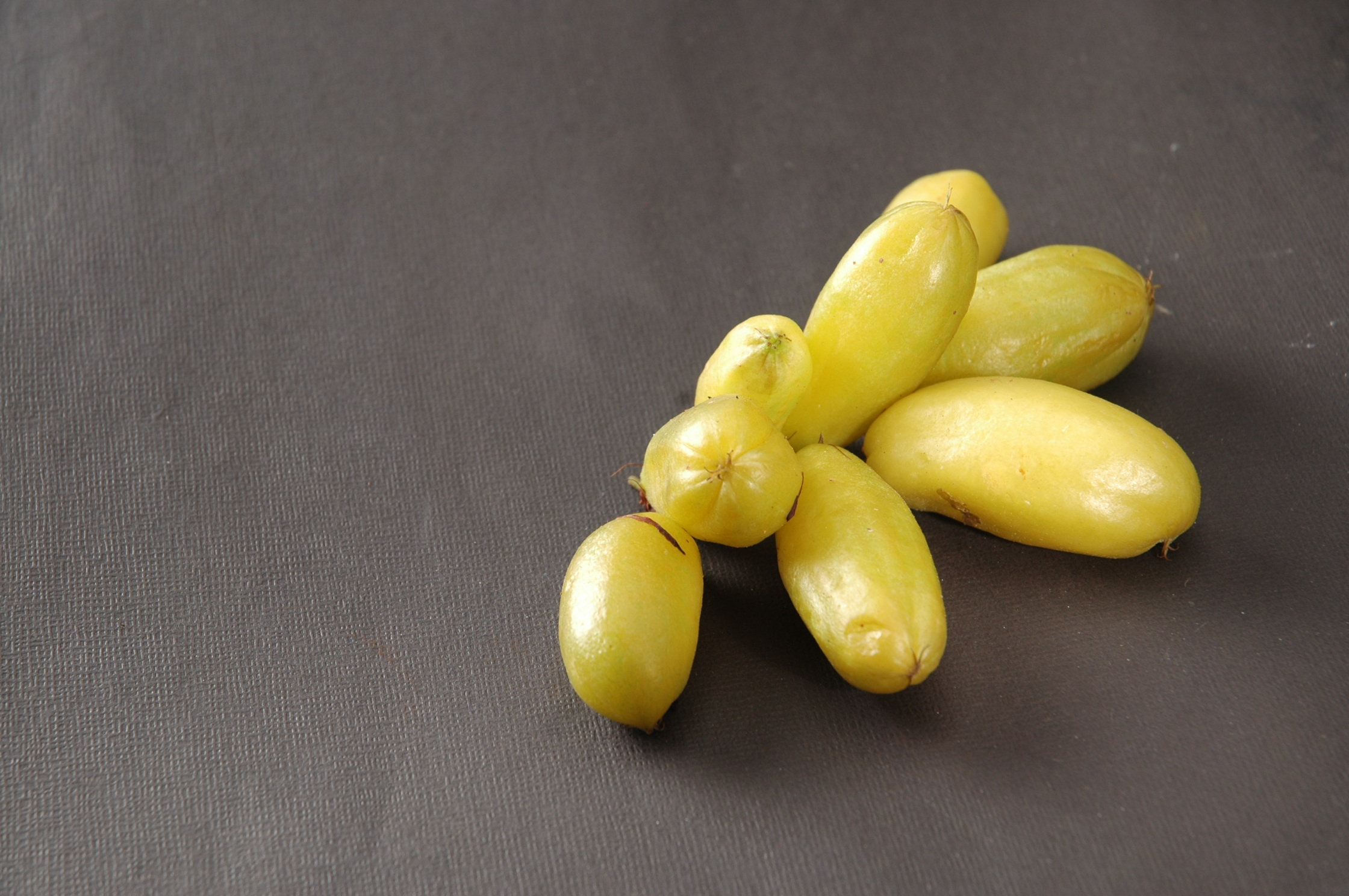
Vruchten
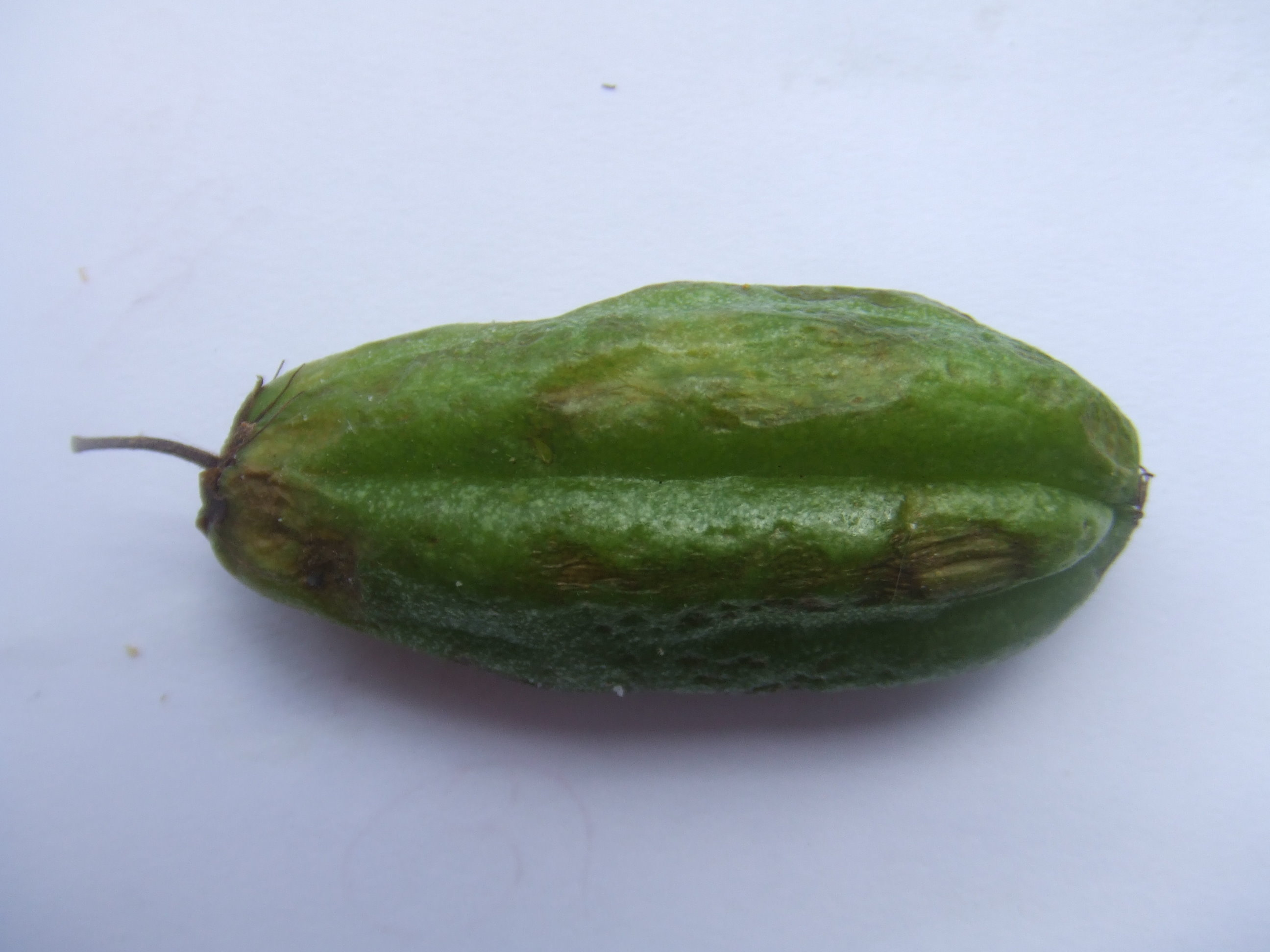
Vrucht